# 兰里镇
兰里镇，是中华人民共和国湖南省怀化市麻阳苗族自治县下辖的一个乡镇级行政单位。

## 行政区划
兰里镇下辖以下地区：
苍冲村、兰里社区、兰里村、新营村、所住村、雄山村、栎木村、横喇村、道通村、黄岩溪村、塘里村、青山村、瓦一田村、岩寨村、兰生村、大华坪村、高坪村、锦江村、海燕村、贤塘村、江坪村和花园村。

## 交通情况
位于麻阳苗族自治县下部，308省道穿境而过。离最近的火车站距离15千米，包茂高速麻阳入口站距该地16千米。
1. ↑  . 中国·国家地名信息库.
2. ↑  . 中华人民共和国国家统计局. 2023 （中文（中国大陆））.[]